# L'unità (album)
L'unità è il secondo album degli Stormy Six, pubblicato nel 1972 dalla First.
Si tratta di un concept album che propone una ri-lettura in chiave antiretorica del Risorgimento italiano.
Cambiamenti nella line-up del gruppo, Claudio Rocchi fu sostituito (già nel 1970) da Massimo Villa al basso, mentre il tastierista Fausto Martinetti lascia la band durante la registrazione dell'ellepì.

## Tracce
Brani composti da Paolo e Franco Fabbri
Lato A
1. Garibaldi – 3:27
2. Tre fratelli contadini di Venosa – 3:20
3. Pontelandolfo – 4:44
4. Sciopero! – 2:55

Lato B
1. Suite per F. & F. – 11:23
2. La manifestazione – 5:18
3. Fratello – 1:36

## Musicisti
- Franco Fabbri - voce, chitarra, produttore
- Massimo Villa - basso, accompagnamento vocale
- Luca Piscicelli - basso, chitarra, accompagnamento vocale
- Antonio Zanuso - batteria
- Paolo Fabbri - coautore

Ospiti
- Franco Orlandini - produttore, organo, mellotron
- Mario Battaini - fisarmonica
- Giorgio Casani - chitarra, accompagnamento vocale (brani: Garibaldi, Suite per F. & F.)
- Alberto Camerini - chitarra (brano: Tre fratelli contadini di Venosa)
- Ricky Belloni - chitarra (brano: Suite per F. & F.)
- Claudio Fasoli - sassofono (brano: Suite per F. & F.)
- Eugenio Finardi - pianoforte (brano: La manifestazione)
- Manuela Mantegazza, Marina Leto, Roberta Zanuso: cori